# Beijing X3

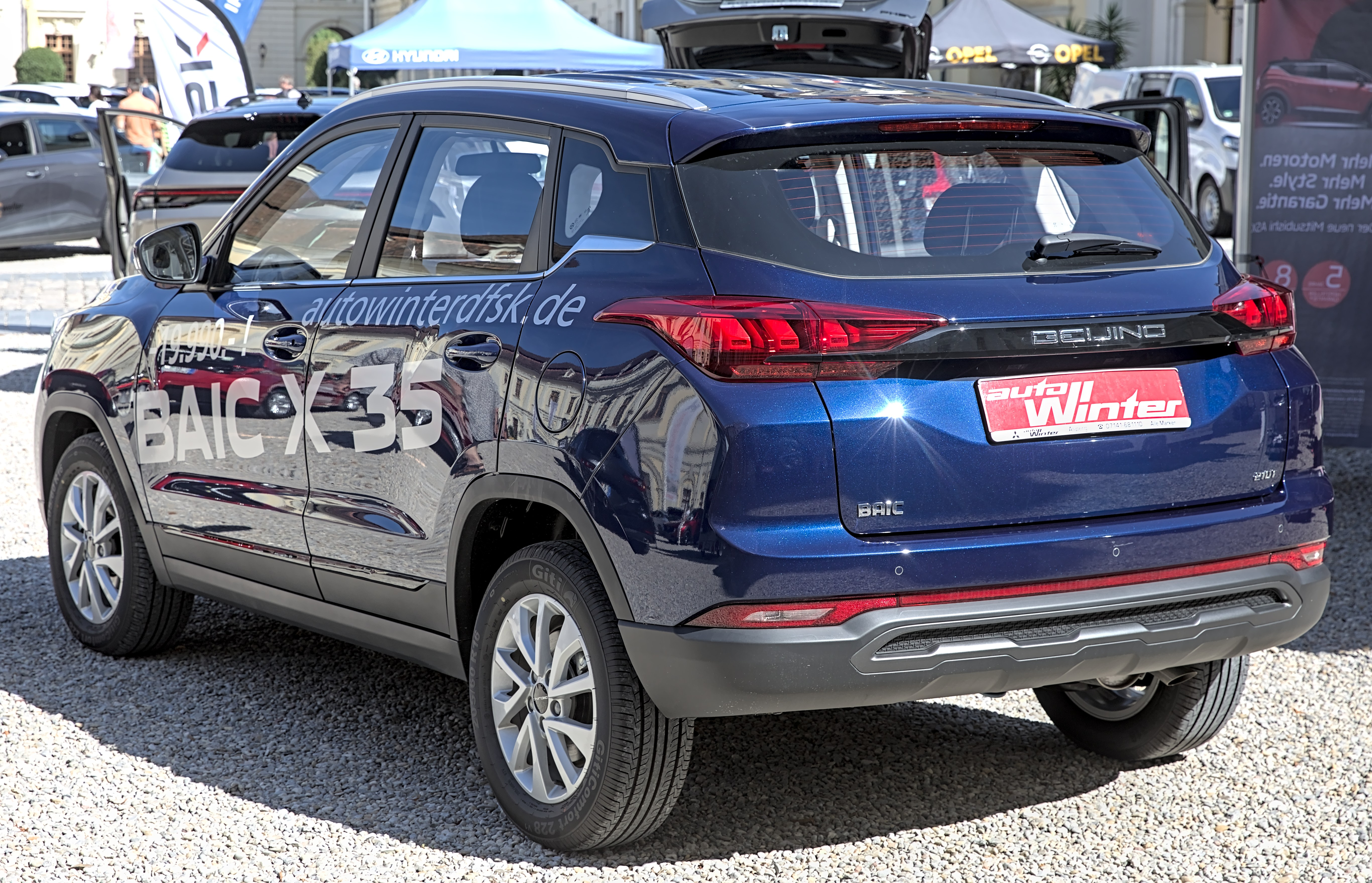
Heckansicht

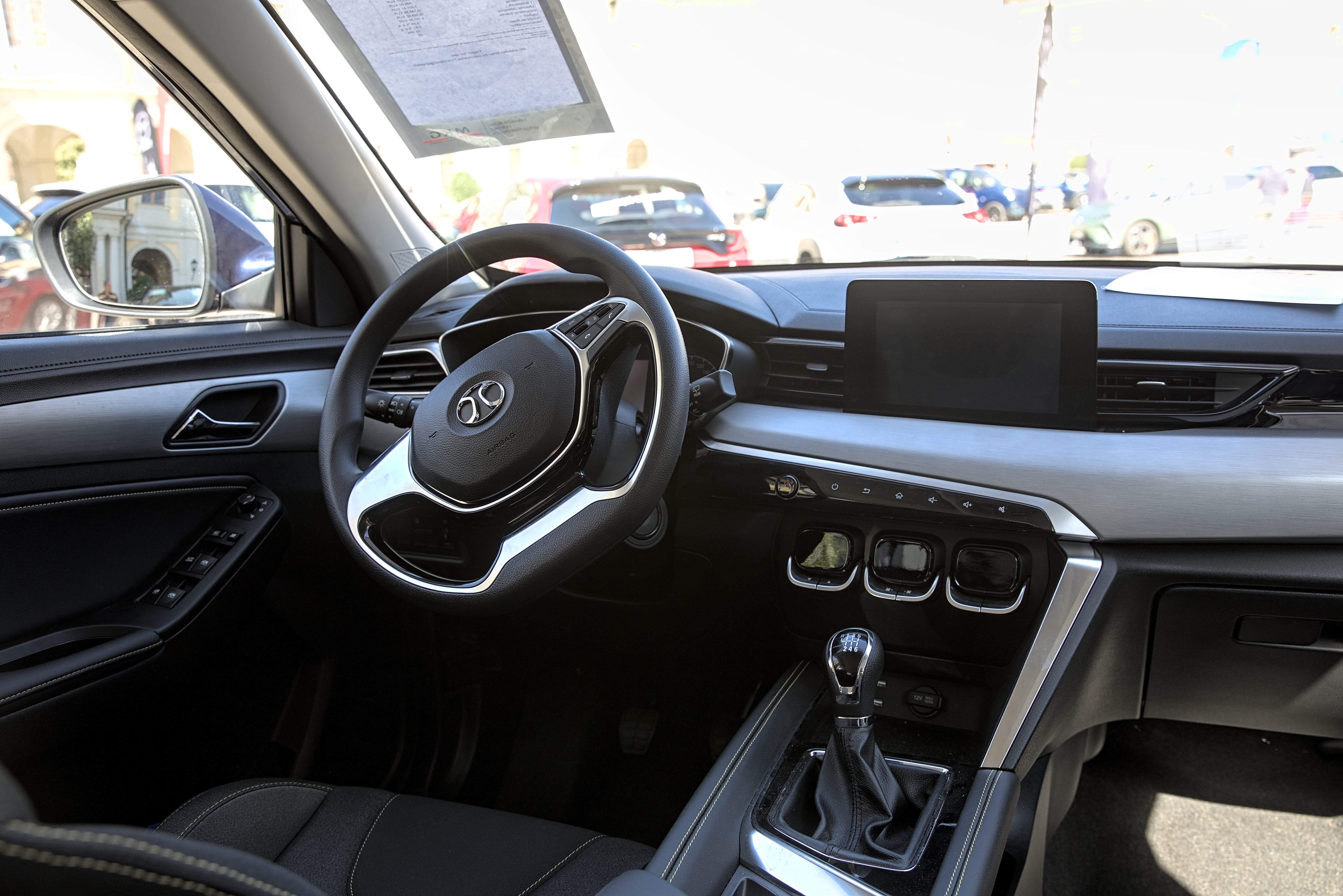
Innenansicht

Der Beijing X3 ist ein Kompakt-SUV der chinesischen Beijing Motor Corporation. Es wird unter der Marke Beijing verkauft.

## Geschichte
Vorgestellt wurde das Fahrzeug noch unter der Submarke Beijing Senova auf der Shanghai Auto Show im April 2019 als Nachfolger des Beijing Senova X35. Im Juli 2019 kam der Beijing X3 in China in den Handel. Dort ist es unterhalb des Beijing X5 positioniert. Auch der X3 wird in Deutschland wieder über den Importeur Indimo angeboten. In Italien wurde im Juni 2022 auf der Milano Monza Motor Show der auf dem X3 basierende EVO 5 von DR Automobiles vorgestellt.

## Technische Daten
Zum Marktstart standen zwei 1,5-Liter-Ottomotoren zur Wahl. Der schwächere wurde später eingestellt.
|                                             | 1.5                           | 1.5T                          |
| Bauzeitraum                                 | 07/2019–02/2021               | seit 07/2019                  |
| Motorkenndaten                              |                               |                               |
| Motortyp                                    | Reihen-Vierzylinder-Ottomotor | Reihen-Vierzylinder-Ottomotor |
| Motoraufladung                              | —                             | Turbolader                    |
| Hubraum                                     | 1499 cm³                      | 1499 cm³                      |
| max. Leistung                               | 85 kW (116 PS)                | 110 kW (150 PS)               |
| max. Drehmoment                             | 148 Nm                        | 210 Nm                        |
| Kraftübertragung                            |                               |                               |
| Antrieb, serienmäßig                        | Vorderradantrieb              | Vorderradantrieb              |
| Getriebe, serienmäßig                       | 5-Gang-Schaltgetriebe         | 6-Gang-Schaltgetriebe         |
| Getriebe, optional                          | (7-Stufen-Automatikgetriebe)  | (Stufenloses Getriebe)        |
| Messwerte                                   |                               |                               |
| Leergewicht                                 | 1250 kg (1270 kg)             | 1325 kg (1340 kg)             |
| Höchstgeschwindigkeit                       | k. A.                         | 185 km/h (175 km/h)           |
| Beschleunigung, 0–100 km/h                  | k. A.                         | k. A.                         |
| Kraftstoffverbrauch auf 100 km (kombiniert) | 6,6 l Super (6,8 l Super)     | 6,9 l Super (7,2 l Super)     |
| Tankinhalt                                  | 46 l                          | 46 l                          |
| Abgasnorm                                   | China V                       | China VI                      |

Werte in runden Klammern gelten für Modelle mit optionalem Getriebe.